# Pożar buszu w South Gippsland
Red Tuesday („Czerwony wtorek”) - pożar buszu, który miał miejsce 1 lutego 1898 w South Gippsland w stanie Wiktoria. W wyniku pożaru zginęło 12 osób, zniszczeniu uległo 2000 budynków,  a 2500 ludzi zostało bez dachu nad głową. Spaleniu uległo 260000 ha ziemi.